# Velbon
Velbon (wł. Velbon Tripod Co., Ltd.) – japońska firma zajmująca się produkcją statywów fotograficznych.
Przedsiębiorstwo zostało założone w połowie lat 50. zeszłego wieku. Obecnie posiada swoje fabryki w Japonii, Chinach i na Tajwanie.